# Football en Norvège

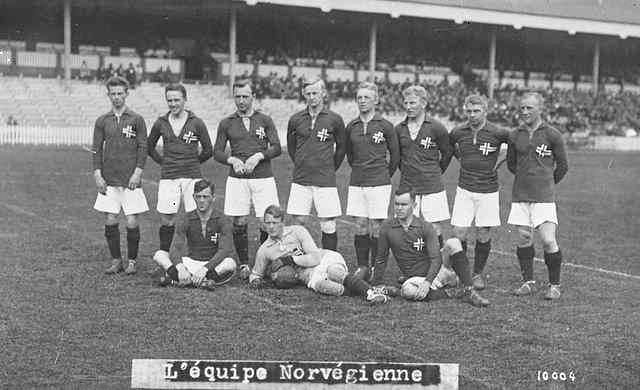
L'équipe norvégienne qui a battu l'équipe anglaise aux Jeux Olympiques d'Anvers en 1920

Le football est le sport le plus populaire de Norvège devant le handball et les sports d'hiver. L'équipe de Norvège masculine joue peu de rôle dans le football international tandis que la sélection féminine possède un beau palmarès avec une Coupe du monde en 1995 et deux championnats d'Europe (1987 et 1993). 
La meilleure performance d'un club masculin en compétition européenne est un quart de finale en 1996-1997 atteint par le Rosenborg BK. Chez les femmes deux clubs, SK Trondheims-Ørn et Kolbotn Fotball atteignent également un quart de finale européen en 2002 et 2004 respectivement.

## Organisation
Le Norges Fotballforbund, en français fédération norvégienne de football est fondée en 1902. Avec plus de 1 800 clubs et 375 833 licenciés (en 2019) c'est la plus grande fédération sportive de Norvège. La fédération intègre la FIFA en 1908 et l'UEFA en 1954.

## Saisons
Comme tous les pays scandinaves, la saison de football se joue pendant l'année civile, elle commence en mars pour se terminer fin novembre, la finale de la Coupe de Norvège clôture la saison début décembre.

### Épreuves masculines
- La Coupe de Norvège (Norgesmesterskap) est disputée depuis 1902 et donc la plus ancienne compétition dans le pays. Le vainqueur de la coupe est nommé Norgesmester, champion de Norvège en français.
- Le championnat masculin (Eliteserien) est disputé depuis 1937, le champion est désigné Seriemester (champion de la ligue). Le club le plus titré est Rosenborg, avec 26 titres.

### Épreuves féminines
- La Coupe de Norvège est disputée depuis 1978.
- Le championnat féminin (Toppserien) est disputé depuis 1984. Le club le plus titré est le SK Trondheims-Ørn, avec 7 trophées.

## Sélections
- La sélection masculine dispute son premier match officiel en 1908. Elle n'a jamais dépassé les huitièmes de finale en Coupe du monde (1938, 1998) et n'a pas franchi le premier tour du seul Championnat d'Europe pour lequel elle s'est qualifiée (2000). Son principal titre de gloire est une médaille de bronze aux Jeux olympiques de 1936.
- La sélection féminine dispute son premier match officiel en 1978. Son palmarès est beaucoup plus étoffé, avec une Coupe du monde (1995), deux championnats d'Europe (1987, 1993) et deux médailles olympiques (bronze en 1996, or en 2000).